# Antonio Hernández Ramírez
Antonio Hernández Ramírez (Arcos de la Frontera, Cádiz, 26 de enero de 1943-Cádiz, 7 de septiembre de 2024), fue un poeta, novelista y ensayista español. Fue también un prolífico articulista de la prensa convencional. 
Su obra es objeto de estudio en diversas instituciones internacionales de prestigio, como la Universidad Athens de Estados Unidos.

## Biografía
Nació en Arcos de la Frontera (Cádiz) el 26 de enero de 1943. Poeta, novelista y ensayista, realizó estudios de Ciencias de la Educación y Pedagogía. Tiene más de dos mil artículos publicados en toda la prensa de Madrid y algunos diarios de provincia y revistas. Cuarenta y cinco libros de ensayo, poesía y narrativa publicados en editoriales comerciales. Sus obras han sido traducidas al árabe, catalán, portugués, francés e italiano y en piezas sueltas a otros ocho idiomas más. Gran Premio del Centenario del Círculo de Bellas Artes, en 1980, que recibe de manos de S. M. El Rey de España. Ha recibido en dos ocasiones el Premio Nacional de la Crítica: en 1993 por Sagrada forma (Visor) y en 2013 por Nueva York después de muerto (Calambur); por este libro recibió además en 2014 el Premio Nacional de Poesía.  Es Premio de las Letras Andaluzas Elio Antonio de Nebrija en 2012 por el conjunto de su obra y Medalla de Oro de Andalucía en 2014. Premio Andalucía de Novela en 1994. En 1996, por Raigosa ha muerto.¡Viva el Rey!, (Fundación Ramón Areces) obtiene el Premio Valencia de Literatura “Alfons el Magnànim” otorgado por la Diputación provincial de Valencia. 
Sus novelas Sangrefría (Premio Andalucía) y Vestida de novia, publicadas respectivamente en Alianza Literaria y Planeta en 2002 y 2005, fueron proclamadas como las mejores del año por el programa de TVE Negro Sobre Blanco dirigido y presentado por el también escritor Fernando Sánchez Dragó. Regreso al género narrativo y en 2016 obtuvo el Premio Internacional de Novela Ciudad de Torremolinos con El tesoro de Juan Morales (Carpe Noctem). En 2020 gana el Premio Nacional de las Letras “Teresa de Ávila”, convocado por el Ayuntamiento de la ciudad homónima. 
Otros premios y galardones
Rafael Alberti, Jorge Guillén, Miguel Hernández, Leonor de Soria, Tiflos, Despeñaperros, Gil de Biedma, José María Lacalle o Vicente Aleixandre en poesía, y José María Pemán y Manuel Alcántara por artículos periodísticos. 
Ha realizado conferencias en cuatro continentes y, en la actualidad, es objeto de cursos de doctorado en diversas universidades norteamericanas, como la de Athens en Georgia (EE. UU.) y Nuevo México, o la de Mar del Plata en Argentina. Es además autor de diversos ensayos como La poética del 50: una promoción desheredada, finalista del Premio Nacional de Ensayo en 1980, publicada en Zero Zyx y reeditada en Endymion tres años después y por la que se ha dicho y escrito por la profesora de la Universidad de Granada Remedios Sánchez García que, “dentro de la Generación del 60, por la deuda que tiene con ellos el Humanismo solidario, hay que citar a los integrantes del grupo "romanticismo cívico", en el que se incluyen Antonio Hernández –poeta fundamental para entender una época– , Félix Grande, Manuel Ríos Ruiz o Paca Aguirre, entre otros, que enlaza la tradición clásica con el compromiso ético", lo que únicamente justificaría la reciente edición de Poetas del 60, de la que son responsables los profesores Morales Lomas y Torés García, en cuyo prólogo de 75 páginas citan treinta y siete veces a Antonio Hernández, autor a la vez de estudios sobre Antonio Machado, Juan Alcaide y Luis Rosales, de cuya obra completa es responsable junto con el citado Félix Grande.
Socio de honor del Club Bilaketa y de la Casa de Guadalajara o del Centro de Estudios Antonio Machado de Buenos Aires. En 1999 el Ayuntamiento de Arcos de la Frontera lo nombró por unanimidad Hijo Predilecto de la ciudad. En 2005 llegó a la última votación del premio de las Letras Españolas que concede a la obra de toda una vida el Ministerio de Cultura del gobierno de España. La casa de la juventud de su pueblo lleva su nombre. 
Formó parte de los premios Nacionales de Ensayo: Historia, Narrativa, Letras Españolas, Traducción y a la Mejor Difusión Cultural. Fue jurado fijo, entre otros, de los premios Rafael Morales, José Hierro, Alfons el Magnànim, Castilla-La Mancha de relatos y de poesía, Andalucía de la Crítica (narración y poesía), Valencia de Crítica, Castilla y León de poesía, Aljabibe, Antonio Gala... etc. 
Fue Presidente de Honor de la Asociación Andaluza de Críticos y Escritores y miembro de las directivas de CEDRO y de la ACE, a cuya Comisión Permanente perteneció. 
En 2008 obtuvo el premio Andalucía, que concede la Diputación Provincial de Almería al poeta andaluz de mejor trayectoria y el Premio Ciudadano, que otorga la Asociación de Entidades de Radio y Televisión Digital a un escritor español por el conjunto de su obra. 
En 2010 la editorial Calambur le publicó en dos tomos su libro Insurgencias (poesía 1965-2000).
En Juzbado (Salamanca), el 31 de mayo de 2014 se descubrió una placa con su nombre y un poema en la calle y muralla del castillo. En la Universidad de Alcalá de Henares, Campus de Guadalajara, la Biblioteca de Poesía lleva su nombre y en dicha ciudad la Fundación Siglo Futuro lo ha nombrado uno de sus primeros Socios de Honor; recientemente se ha celebrado la inauguración oficial del Rincón de Antonio Hernández, en honor al Premio Nacional de Poesía, y es Patrono de la Fundación Siglo Futuro y da su nombre al Certamen Nacional de Poesía para Jóvenes Poetas, convocado ya en su X edición por dicha Fundación. 
Ha visitado como conferenciante varias sedes del Instituto Cervantes y otras instituciones: (Palermo, Londres, Lisboa, Rabat, Fez, Tetuán, Tánger, Nueva York, Pekín, Varsovia, Cracovia, Roma, Georgia, París, Caracas, Belgrado, Buenos Aires, Santa Fe).
Fue el primer socio de honor de la Asociación de Amigos de Miguel Hernández. En 2015 la Universidad de Cádiz le dedicó un homenaje donde profesores y escritores analizan su obra poética y narrativa.
En 2017 la Facultad de Ciencias de la Información de la Universidad Complutense de Madrid le dedica el Día Internacional de la Poesía. En Estepona (Málaga) su busto figura en un espacio público llamado Jardín de los Poetas, junto al de otros autores como Luis de Góngora. 
En septiembre de 2020 el Ayuntamiento de Ávila le concede el Premio Nacional de las Letras “Teresa de Ávila”.
En octubre de 2023 la Federación de Ateneos de Andalucía lo nombra Ateneísta de Honor. Falleció en Cádiz el 7 de septiembre de 2024.

## Reconocimientos
Entre otros, ha recibido un accésit del Premio Adonais, el Miguel Hernández, el Vicente Aleixandre, el Tiflos y en 1980 fue reconocido con el Premio del Centenario del Círculo de Bellas Artes de Madrid, que recibió de manos del rey Juan Carlos I. Es Premio de las Letras andaluzas 2012 por el conjunto de su obra y Medalla de Oro de Andalucía 2014. En 2002 y en 2004 recibió, respectivamente, el Premio a la Mejor novela del año del programa cultural de TVE Negro sobre blanco por sus obras Sangrefría (Alianza editorial) y Vestida de novia (Planeta). Ha recibido también en dos ocasiones el Premio Nacional de la Crítica (1994 y 2014) y el Premio Andalucía de Novela.
En 2014 se alzó con el Premio Nacional de Poesía con su poemario Nueva York después  de muerto y en 2016 recibió el I Premio Internacional de Novela Ciudad de Torremolinos por su obra "El Tesoro de Juan Morales".
Algunos de sus libros de su vasta producción han sido traducidos a otros idiomas (árabe, italiano, francés, catalán, portugués, etc.).
En 1999 el ayuntamiento de su localidad natal le otorgó el título de Hijo Predilecto.

## Obra
POESÍA
- EL MAR ES UNA TARDE CON CAMPANAS. Rialp, Col. Adonais, Madrid, 1965; Centro de Ediciones de la Diputación de Málaga, Col. Puerta del Mar, Málaga, 2001.  Accésit del Premio Adonais, 1964.
- OVEJA NEGRA. Biblioteca Nueva, Col. Poesía Actual, Madrid, 1969.
- METAORY. Helios, Madrid, 1979.
- DONDE DA LA LUZ. Melibea, Talavera de la Reina, 1978. Premio Rafael Morales, 1977.
- HOMO LOQUENS. Endymion, Madrid, 1981.  Gran Premio del Centenario del Círculo de Bellas Artes, 1980.
- DIEZMO DE MADRUGADA. Diputación, Soria, 1982. Premio Leonor, 1981.
- CON TRES HERIDAS YO. Endymión, Madrid, 1983. Premio Miguel Hernández, 1982.
- COMPÁS ERRANTE. Orígenes, Madrid, 1985.  Ayuda a la Creación Literaria del Ministerio de Cultura, 1984.
- INDUMENTARIA. El Observatorio, Col. Zenobia, Madrid, 1986; El Cenáculo, Madrid, 1986.
- CAMPO LUNARIO. Torremanrique, Col. Premios Tiflos, Madrid, 1988. Premio Tubs, 1986.
- LENTE DE AGUA. Visor, Madrid, 1990. Premio Despeñaperros, 1990.
- SAGRADA FORMA. Visor, Madrid, 1994.  Premio Gil de Viedma, 1994. Premio Nacional de la Crítica, 1994.
- HABITACIÓN EN ARCOS. Libertarias, Madrid, 1997.
- EL MUNDO ENTERO. Renacimiento, Sevilla, 2001. Premio Rafael Alberti, 2000.
- DIEZ POEMAS. La Farola, Málaga, 2003.
- A PALO SECO. RD Editores, Madrid, 2007.
- NUEVA YORK DESPUÉS DE MUERTO. Calambur Editorial, Madrid, 2013.      Premio Nacional de la Crítica, 2013.  Premio Nacional de Poesía, 2014.
- VIENTO VARIABLE. Calambur Editorial, Barcelona, 2016.

NARRATIVA
- EL BETIS: LA MARCHA VERDE. Almarabú, Col. Textos Tímidos, 1978; Grupo Libro 88, Madrid, 1992; Anaya (Biblioteca El Sol), Madrid, 1992.
- GOLEADA. Mondadori, Madrid, 1988.
- NANA PARA DORMIR FRANCESAS. Mondadori, Col. Mondadori bolsillo, Madrid, 1988.
- VOLVERÁ A REÍR LA PRIMAVERA. Mondadori, Madrid, 1989.
- EL NOMBRE DE LAS COSAS. Grupo Libro 88, Madrid, 1993.
- SANGREFRÍA. Guadalquivir, Sevilla, 1994; Alianza, Madrid, 2002. Premio Andalucía, 1994.
- LA LEYENDA DE GÉMINIS. Espasa Calpe, Madrid, 1994.
- RAIGOSA HA MUERTO, ¡VIVA EL REY! Centro de Estudios Ramón Areces, Madrid, 1998.  Premio Valencia, 1997.
- VESTIDA DE NOVIA. Planeta, Col. Autores Españoles e Iberoamericanos, Barcelona, 2004.
- EL BETIS. LA MARCHA VERDE Y OTROS CUENTOS DE FÚTBOL. Algaida
- EL SUBMARINO AMARILLO. La Vanguardia Ediciones, Barcelona, 2008
- GOL SUR, RELATOS DEL CÁDIZ. Algaida Editores, Sevilla, 2008.
- EL TESORO DE JUAN MORALES. Carpe Noctem, Madrid, 2016.      Premio Internacional de Novela Ciudad de Torremolinos, 2016.

ENSAYO
- LOS PREMIOS LITERARIOS: ¿COSA NOSTRA?. Akal, Madrid, 1976.
- LA POÉTICA DEL 50: UNA PROMOCIÓN DESHEREDADA. Zero-Zyx, Bilbao, 1978; Endymion, Madrid, 1991.
- GUÍA SECRETA DE CÁDIZ Y DE SU PROVINCIA. Sedmay, Barcelona, 1979.
- ROSALES, BORGES, CELA, VARGAS LLOSA. Ministerio de Educación, Madrid, 1985.
- ALCAIDE ENTRE SUS LIBROS DE MACHADO. Asociación de Amigos de Juan Alcaide, Valdepeñas, 1996.

- PICASSO Y APOLLINAIRE, LOS MERCADERES DE ALELUYA. Ayuntamiento de Málaga, 1997.
- MACHADO, PESSOA Y BORGES: TRÍO DE ASES. Fundación Unicaja, Málaga, 2001.

ANTOLOGÍAS
- ANTOLOGÍA POÉTICA. Ediciones de Cultura Hispánica, Instituto de Cooperación Iberoamericana, Madrid, 1987.

- PLURALIDADES. Guadalmena, Sevilla, 1992.

- VARA DEL CORAZÓN. Cuadernos de Sandua, Cajasur, Córdoba, 1996.

- MARE NOSTRUM. Institución Alfonso el Magnánimo, Valencia, 2003.

- CANTE CHICO. Diputación de Málaga, 2013.

- INSURGENCIAS, Poesía completa (1965-2007), 2 vol., Calambur, Madrid, 2010.
- DISTANCIA QUE REGRESA. (Antología poética 1964-2014). Eirene Editorial, Madrid, 2015.